# Castelul Peleș (film)
Castelul Peleș este un film românesc din 1995 regizat de Laurențiu Damian.